# Brolo
Brolo est une commune de la province de Messine, dans la région Sicile, en Italie.

Situation dans la province de Messine.

## Géographie

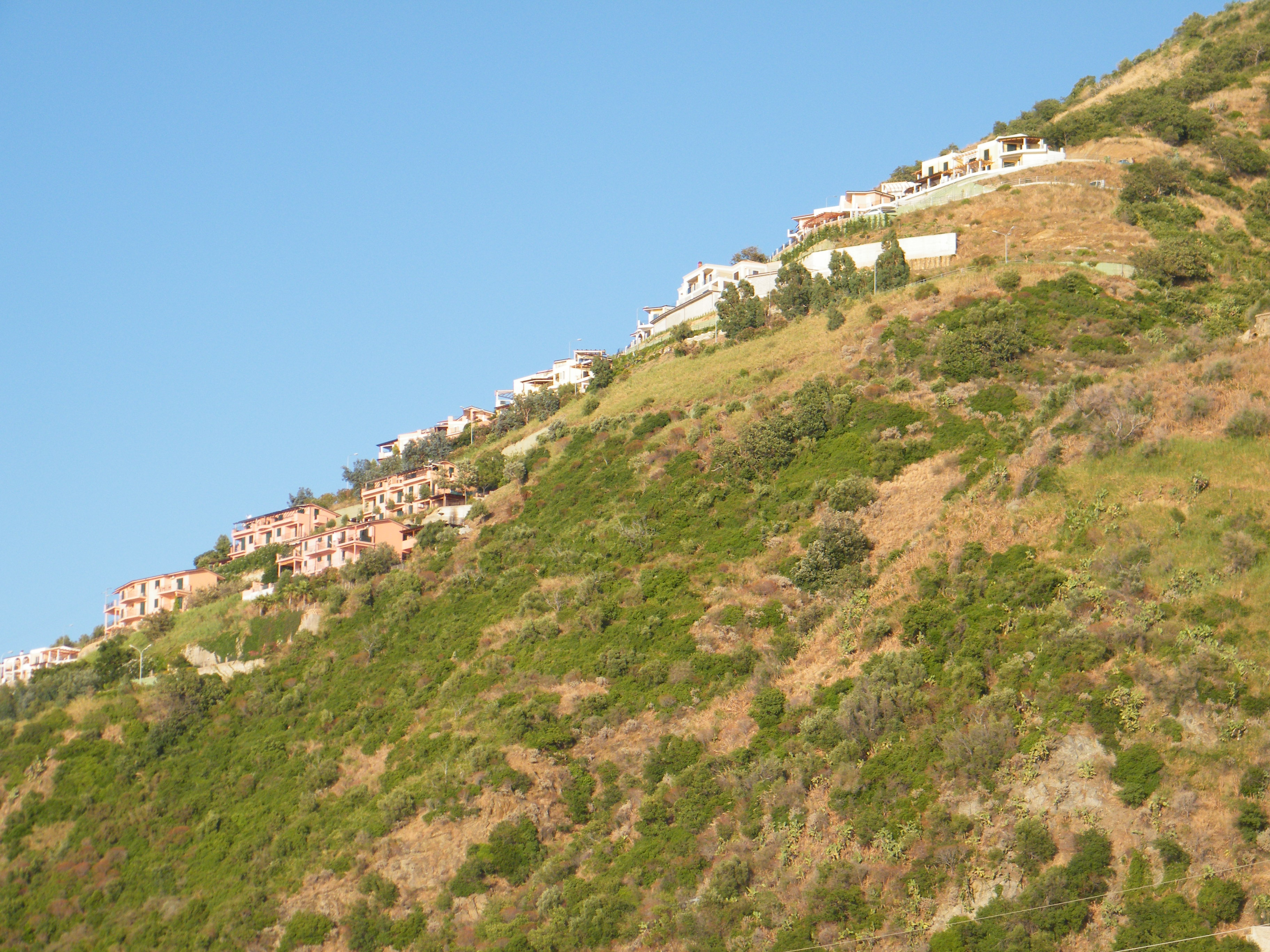
Brolo, bord de mer escarpé.

La ville est située le long de la côte tyrrhénienne, à environ 90 km à l'ouest de Messine et à environ 145 kilomètres à l'est de Palerme est. Le territoire communal, de 7,66 km2, est baigné au nord par la mer Tyrrhénienne. Il est entouré par les montagnes des Nébrodes.
La zone géographique est formée à partir d'une bande plate, entre la côte et la route, reliée à l'intérieur par trois voies principales, à savoir : le torrent de Sant'Angelo di Brolo qui marque la limite est du canton, le courant Iannello, et fiumara di Brolo. Cette bande est entourée par une zone de collines qui monte doucement à partir de la plaine, jusqu'à ce qu'elle rejoigne la chaîne Nebroidea.
Les limites administratives sont, au nord, la mer Tyrrhénienne, à l'ouest, la municipalité de Nez, au sud la municipalité de Ficarra et à l'est les municipalités de Piraino et Sant'Angelo di Brolo.
La ville, qui s'est développée autour du centre-ville, est également formée par une série de villages et localités qui ont pris une importance considérable dans le temps, tant pour l'augmentation de la population que pour la réévaluation de leur situation géographique à l'intérieur du territoire, notamment en raison de la planification. La partie la plus importante est Piana, qui jusqu'à il y a quelques années était séparé du centre-ville, mais l'aménagement du territoire dans l'axe via Trento - via Piana, a développé ce secteur pour former avec Brolo une seule conurbation.
Contrairement à ce qui se passe dans la plupart des municipalités situées le long de la côte tyrrhénienne, le centre urbain de Brolo ne peut pas se développer parallèlement à la côte. Sa frange côtière est maintenant saturée et bloquée pour une éventuelle augmentation de la construction de logements. C'est la raison pour laquelle les nouvelles constructions se réalisent dans les contreforts montagneux.
Déjà en 1872, le village de Piana était - ainsi que  Ferrara, Fosso del Gelso, Cordile, Bosco et Mendoleri - une des sections Brolo cinq.
D'autres villages se succèdent le long de la route provinciale Brolo - Lacco, dans l'ordre: Parrazzà, Iannello, Lacco, Sellica et Casette.
Aujourd'hui Parrazzà peut être considéré comme un véritable noyau urbain. En fait, dans cette région vallonnée plusieurs bâtiments ont été réalisés : l'excellente vue et la relative tranquillité augmentent l'attractivité de la place, influençant positivement l'expansion urbaine.
Le long des pentes du village d'Iannello, qui est situé dans une zone de collines de 290 mètres d'altitude, de belles vues sur le paysage rural constituent un attrait particulier.
Le chemin menant à ce village jusqu'à celui de Lacco est longé de plantations d'oliviers, cette culture, avec les agrumes, est la plus répandue dans les régions montagneuses de Nebrodi. C'est l'élément prédominant du paysage local.
Ces plantations préservent la colline ; une raison de plus pour protéger cette culture pour la prévention de l'instabilité géologique.
Le village perché de Lacco, situé à environ 500 mètres d'altitude, est divisé entre les municipalités de Brolo et Piraino. Un document en date du 10 octobre 1871, montre que "Lacco" est bordé par l'église de Notre-Dame des Douleurs, par la propriété d'Antonino Cardillo et Pietro Gumina, et par le territoire de Pirajno".
Les secteurs de Sellica et les maisons, qui sont situés à environ 600 à 700 mètres d'altitude, font partie de la zone municipale intérieure. Ces zones bordent les municipalités de Sant'Angelo di Brolo et Ficarra.
La « S. S. 113 North Sicula » vers Gliaca Piraino mène à Scinà district, district et quartier du Lac Sainte-Anne ; les deux derniers secteurs de Sant'Angelo près de la crique.
Cette partie du territoire est caractérisée par des zones destinées à l'agriculture, des plantations principalement d'agrumes, l'espèce la plus répandue est le citron (Citrus limon). C'est la culture dominante de la municipalité de Femminello, à cause du microclimat local, le  cultivar  de Femminello Brolo, appelé u Cucuzzaru y est omniprésent. On y trouve aussi des oliviers qui servent apparemment à répondre aux besoins des propriétaires individuels. Dans le passé, l'utilité principale des arbres était de servir de brise-vent et de limite de propriété.
Diverses espèces d'arbres fruitiers et quelques parcelles de terrain destinées à des jardins répondent aux besoins de chaque famille.
Sur le territoire de Naso se rencontre la ville autrefois connue sous le nom de "Filanda", maintenant intégrée au district de Malpertuso.
Dans ce domaine, les oliviers protègent les agrumes ; la fonction de plantes brise-vent est effectuée par les cyprès.

## Toponymie
Il est de notoriété publique que le nom Brolo vient du terme original  Brolium , qui en latin inférieur avait le sens de  parc  ou  jardin .

## Histoire

### Antiquité
De la table de Peutinger, on obtient des informations historiques sur la région de Brolo. Sur cette carte historique décrivant les routes de Sicile au  IVe siècle, la route principale de l'île, la Via Valeria, reliait le nord de la Sicile à l'est et à l'ouest, allant du détroit de Messine jusqu'au Cape Lilibeo.
Cette artère, qui traversait la ville actuelle de Brolo presque suivant fidèlement le tracé de la S. S. 113, était un axe important pour le commerce.
Peut-être avant même d'être un village de pêche, le village sicilien était  ce que Caton, quelques siècles plus tôt, avait appelé le « grenier du peuple romain ».
Dans  La Sicile de Peutinger , Uggeri, se référant à la Via Valeria, écrit : « Cette route, connue à l'époque médiévale comme  h basilich odoz , (Doc A. 1091). est le contrefort de Tindaro à Sant'Agata di Militello, en contournant le cap Calavà puis pour Gioiosa Marea, Brolo, San Carra, Scafa, San Martino et Rocca ( une variante côtière pour Sant'Agata) ».

### Moyen Âge
Le village médiéval d'origine a été créé et s'est développé autour du château, construit presque directement au-dessus de la mer, le château domine une vaste étendue de la côte tyrrhénienne, protégeant les plages des attaques de pirates.

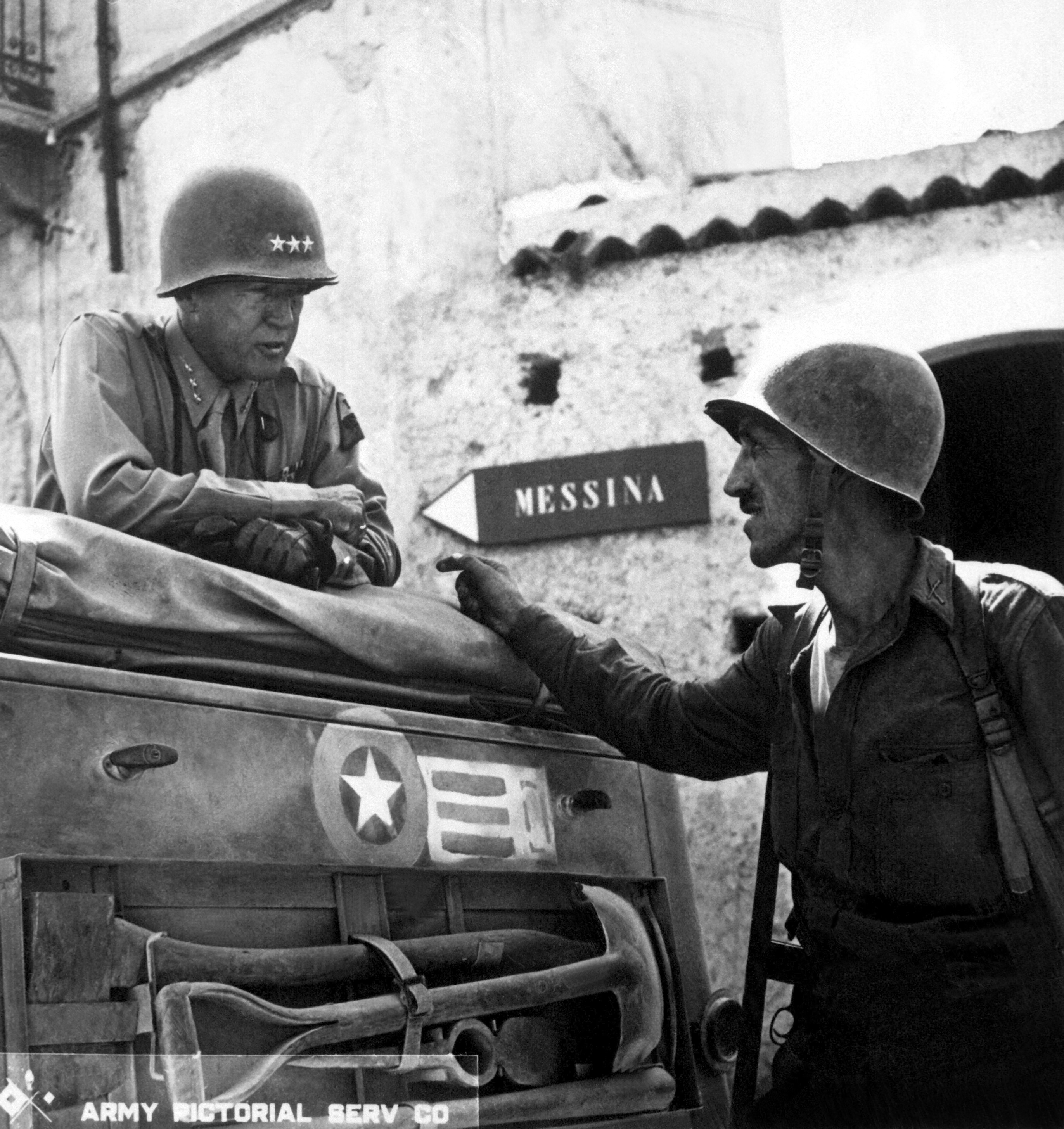
Patton à Brolo, 1943.

Ce bâtiment utilisé pour le contrôle de la côte, ainsi que le village de pêcheurs était connu, à l'époque normande, sous le terme Voab, un nom hérité de la domination arabe précédente et dont le sens est « forteresse de la mer ». L'octroi d'une telle désignation montre clairement l'importance du village qui a couvert la partie de la côte entre Capo d'Orlando et le Cap Calavà, en vertu de sa position géographique unique et stratégique. Le port de Brolo était le seul présent dans cette partie du littoral, désigné par le géographe Idrisi en 1154 sous le nom de Marsa Daliah. Il a certainement été protégé par un bâtiment utilisé comme observatoire initial des navires sarrasins.
La fondation de la première colonie, d'après les sources historiques les plus fiables, date du XIe siècle ; elle est attribuée à des Primats de Sicile, appartenant à la famille noble de la souche Bartolomeo d'Aragon et liée à la cour de Frédéric II.

### Seconde Guerre mondiale
Le général Patton passe à Brolo pour arriver le premier à Messine, devançant Montgomery, lors de l'invasion de la Sicile.

## Monuments et lieux d'intérêt
- Église de Maria SS. Annunziata : église mère de Brolo, construite en 1764, elle abrite des peintures et des fresques d'un travail particulier.
- Château : la forteresse médiévale qui surplombe la ville, facilement accessible depuis l'une des nombreuses ruelles qui « coupent » la grande ville médiévale, il a été la résidence de la princesse Bianca Lancia, épouse de Frédéric II en 1246.

Le château se dresse sur un promontoire rocheux, surplombant la mer, entouré de vieux murs qui entourent un parc de grands arbres. Sa fondation remonte au Xe siècle. Le noyau ancien remonte à l'époque normande , il est devenu plus tard le palais de la cour de Frédéric II et Manfred, roi de Sicile en 1258. Construit presque directement au-dessus de la mer, le « manoir » dominait une vaste étendue de la côte tyrrhénienne, pour protéger les plages des attaques de pirates.
- Statue du Christ des Abysses : chaque année, à l'occasion de la fête de la mer, la statue du Christ des Abysses, placée sur le fond marin dans la direction de la roche qui se dresse en face de la promenade, est faite à « ré-émergence » et hissée sur le rocher où elle restera pendant quelques jours[2].

## Administration
| Période                                  | Période           | Identité                  | Étiquette            | Qualité              |
| ---------------------------------------- | ----------------- | ------------------------- | -------------------- | -------------------- |
| Les données manquantes sont à compléter. |                   |                           |                      |                      |
|                                          |                   |                           |                      |                      |
| 19 novembre 1987                         | 22 mai 1990       | Rosario Fonti             | démocrates chrétiens |                      |
| 22 mai 1990                              | 15 mai 1993       | Giuseppe Laccoto          | démocrates chrétiens |                      |
|                                          |                   |                           |                      |                      |
| 5 décembre 1993                          | 1er décembre 1997 | Basil Germanà             | démocrates chrétiens |                      |
| 1er décembre 1997                        | 15 mai 2007       | Giuseppe Laccoto          |                      |                      |
| 15 mai 2007                              | 3 décembre 2013   | Salvatore Messina,        |                      |                      |
| 30 décembre 2013                         | 27 mai 2014       | Carmelo Marcello Musolino |                      |                      |
| 27 mai 2014                              | En cours          | Rosaria Ricciardello      |                      | Commissaire régional |

### Hameaux
Piana, Iannello, Lacco, Sellica, Malpertuso, Lago, Filanda, S. Anna, Parrazzà, Casette.

### Communes limitrophes
Ficarra, Naso, Piraino, Sant'Angelo di Brolo.

### Autres informations administratives
La commune de Brolo fait partie de la région agraire des 8 collines côtières de Patti.

## Sports
À Brolo, joue un club de football local, A.S.D. Tiger Brolo , il évolue dans le championnat série D, ses couleurs sont jaune et noir. Il joue ses matchs au stade  City  de 2 500 sièges.
À Brolo jouent également les équipes de volley-ball du « Volley Brolo », évoluant dans le championnat de la série A2, en 2013-2014, catégorie hommes. Le club joue ses matchs à PalaTorre de Torrenova.